# Karsibór (Insel)
Karsibór [karˈɕibur] (deutsch Kaseburg oder Caseburg) ist eine Insel im Stettiner Haff in der polnischen Woiwodschaft Westpommern.

Ortschaft und Insel Kaseburg sowie Swine und Kaiserfahrt (Kaseburger Kanal) südöstlich der pommerschen Ostsee-Hafenstadt Swinemünde auf einer Karte von 1910

Die Insel liegt in direkter Nachbarschaft der Insel Wollin  und ist von  den drei Gewässern  Stettiner Haff, Swine und Kaiserfahrt (Kanał Piastowski), auch Kaseburger Kanal genannt, umgeben und eingegrenzt. Die Landmasse der Insel Kaseburg gehörte früher zur Insel Usedom, und die Insel Kaseburg, die nach der auf ihr liegenden Ortschaft Kaseburg benannt wurde, existiert erst, seit im Jahr 1880  mit der Kaiserfahrt ein Durchstich zwischen Swine und Stettiner Haff fertiggestellt wurde, um die Hauptschifffahrtsrinne für die Seeschifffahrt zwischen Stettiner Haff  und Ostsee zu verkürzen. Die Fläche der Insel Kaseburg beträgt ungefähr 14 km².
Bis 1880 bildete die Landschaft um das Dorf Kaseburg den südöstlichsten Teil der Insel Usedom an der Swine. Durch den Bau der Kaiserfahrt wurde ein Teil von Usedom abgeschnitten und zur Insel zwischen dem Kanal, der Alten Swine und dem Swine-Delta sowie dem hier als Großes Haff bezeichneten Teil des Stettiner Haffs.  Die Insel   ist seit 1966 durch eine Brücke mit der Insel Wolin verbunden.
Nördlich der Insel, durch den Rzecki Nurt (Rick-Strom) getrennt, befindet sich die Insel Karsiborska Kępa (Kaseburger Hutung) mit einem 180 Hektar großen Vogelschutzgebiet, in dem circa 140 Vogelarten leben. Rund 50 davon – wie der bedrohte Seggenrohrsänger – brüten hier, andere nutzen die Insel als Rast- oder Überwinterungsplatz. Die ausgedehnten Schilfgebiete am Swine-Delta und an der Haffküste werden zur Materialgewinnung für die Reetdachdeckerei genutzt. Abgelegen von den touristischen Zentren Świnoujście (Swinemünde) und Międzyzdroje (Misdroy), ist die Insel heute ein beliebtes Ziel für Wassersportler, Angler und Wanderer.
Die Ortschaft Karsibór hat etwa 1200 Einwohner und ist ein Teil der Stadtgemeinde Świnoujście in der Woiwodschaft Westpommern. Die in älteren Karten ausgewiesenen kleineren Orte Woitzig und Lohberg existieren heute nicht mehr.
Siehe auch: Polnische Inseln